# Centro de Entrenamiento y Competencias de Deportes Acuáticos Kristel Köbrich Schimpl
El Centro de Entrenamiento y Competencias de Deportes Acuáticos Kristel Köbrich Schimpl es un recinto deportivo ubicado en Ñuñoa, comuna de Santiago, Chile, y forma parte del Parque Deportivo Estadio Nacional. Desde 2024, su nombre rinde homenaje a Kristel Köbrich, medallista de oro chilena en Juegos Panamericanos, Suramericanos, Sudamericanos de Natación, y Juegos Bolivarianos, entre otros torneos.

## Historia
El Centro Acuático original del Parque Deportivo Estadio Nacional estaba compuesto, principalmente, por una piscina exterior o al aire libre. El costo referencial fue de 32 000 000 000 pesos, y finalmente alcanzó los 50 586 107 852 de la misma moneda. La obra tuvo por objetivo contar con un escenario adecuado para los deportes acuáticos de los Juegos Panamericanos y Juegos Parapanamericanos 2023, citas deportivas que se realizaron en sus instalaciones.
Meses después de ser inaugurado como Centro de Entrenamiento y Competencias de Deportes Acuáticos, el reducto adoptó en marzo de 2024 el nombre de Kristel Köbrich Schimpl, deportista que tras una larga trayectoria compitió y obtuvo medalla de plata en la mencionada cita de 2023. En la ceremonia participó el ministro de Deportes Jaime Pizarro, quien destacó la trayectoria de la deportista, iniciada en 1999.